# Gonioctena variabilis
Gonioctena variabilis là một loài bọ cánh cứng trong họ Chrysomelidae. Loài này được Olivier miêu tả khoa học năm 1790.

## Hình ảnh

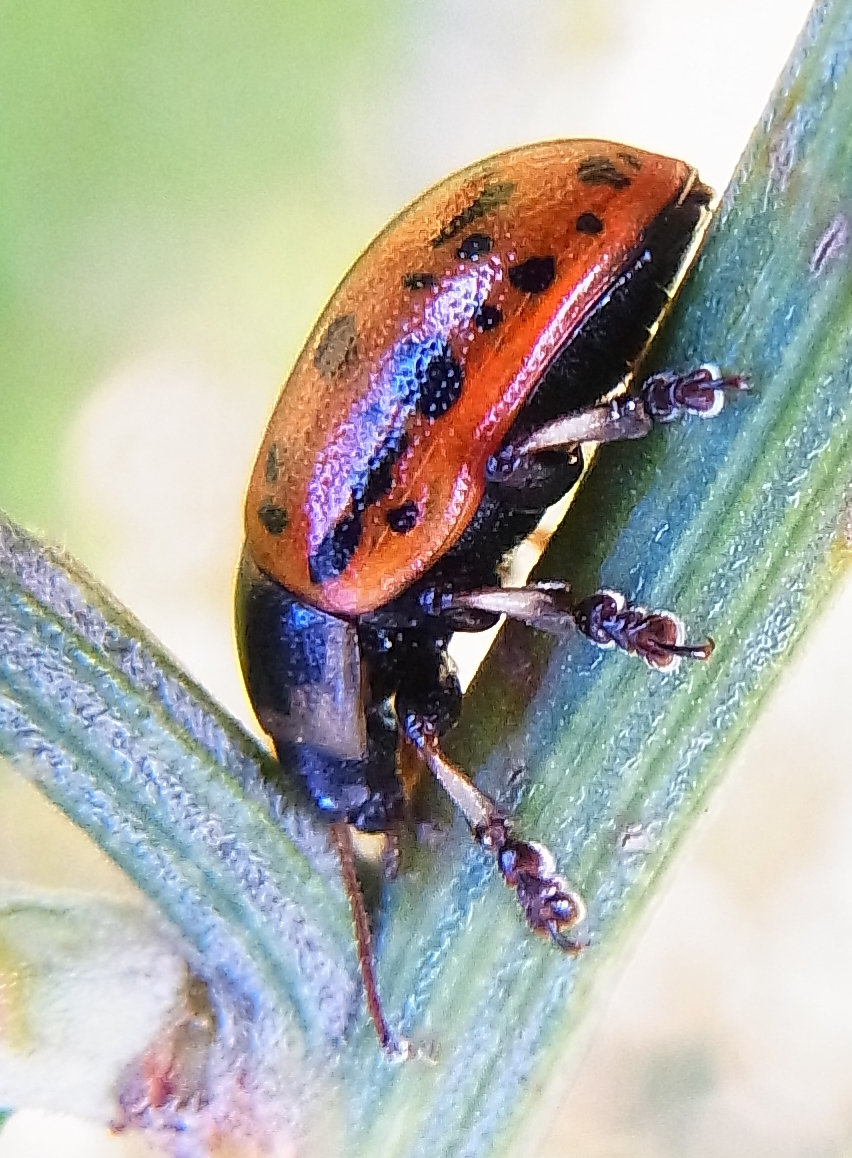
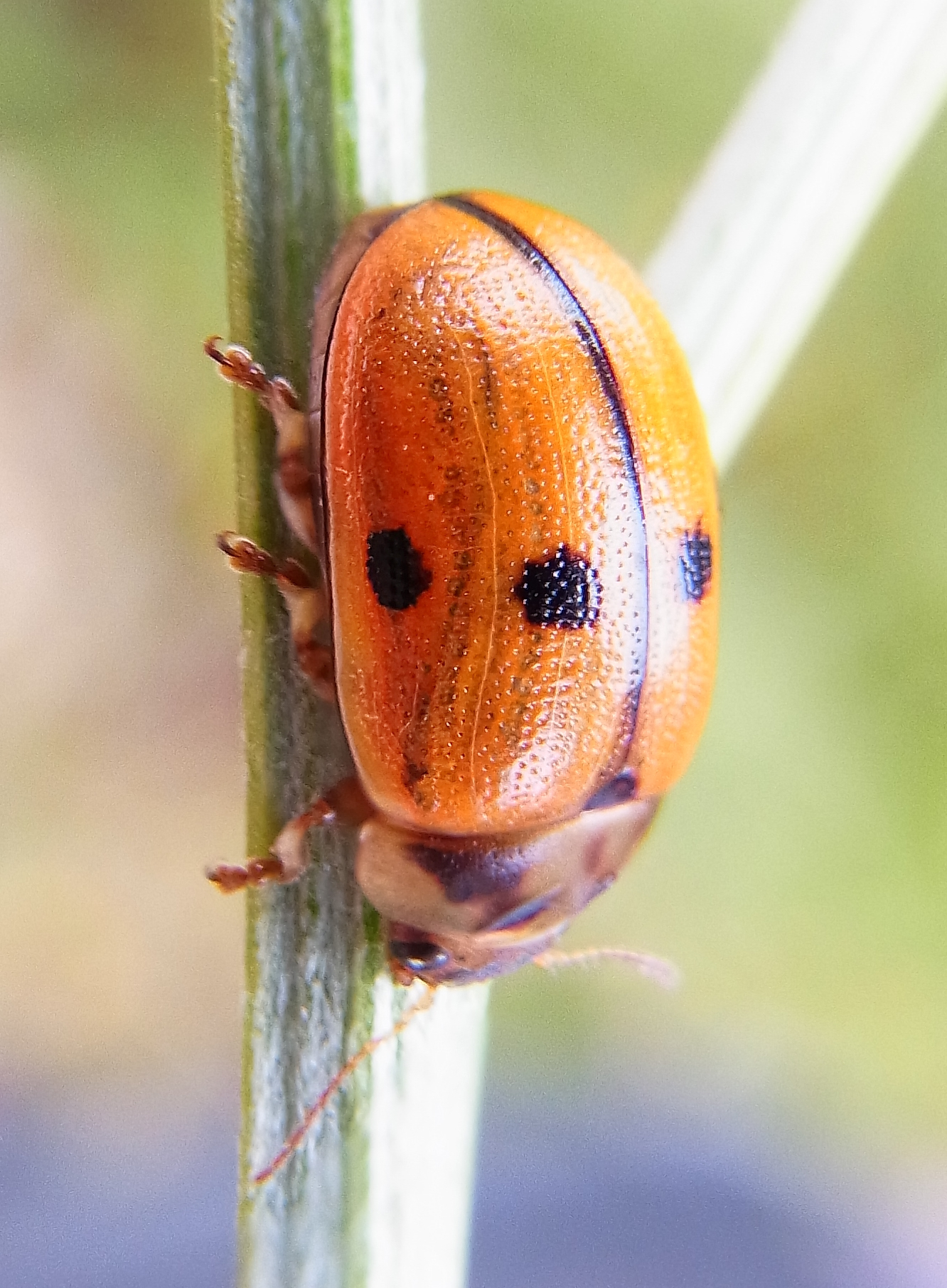
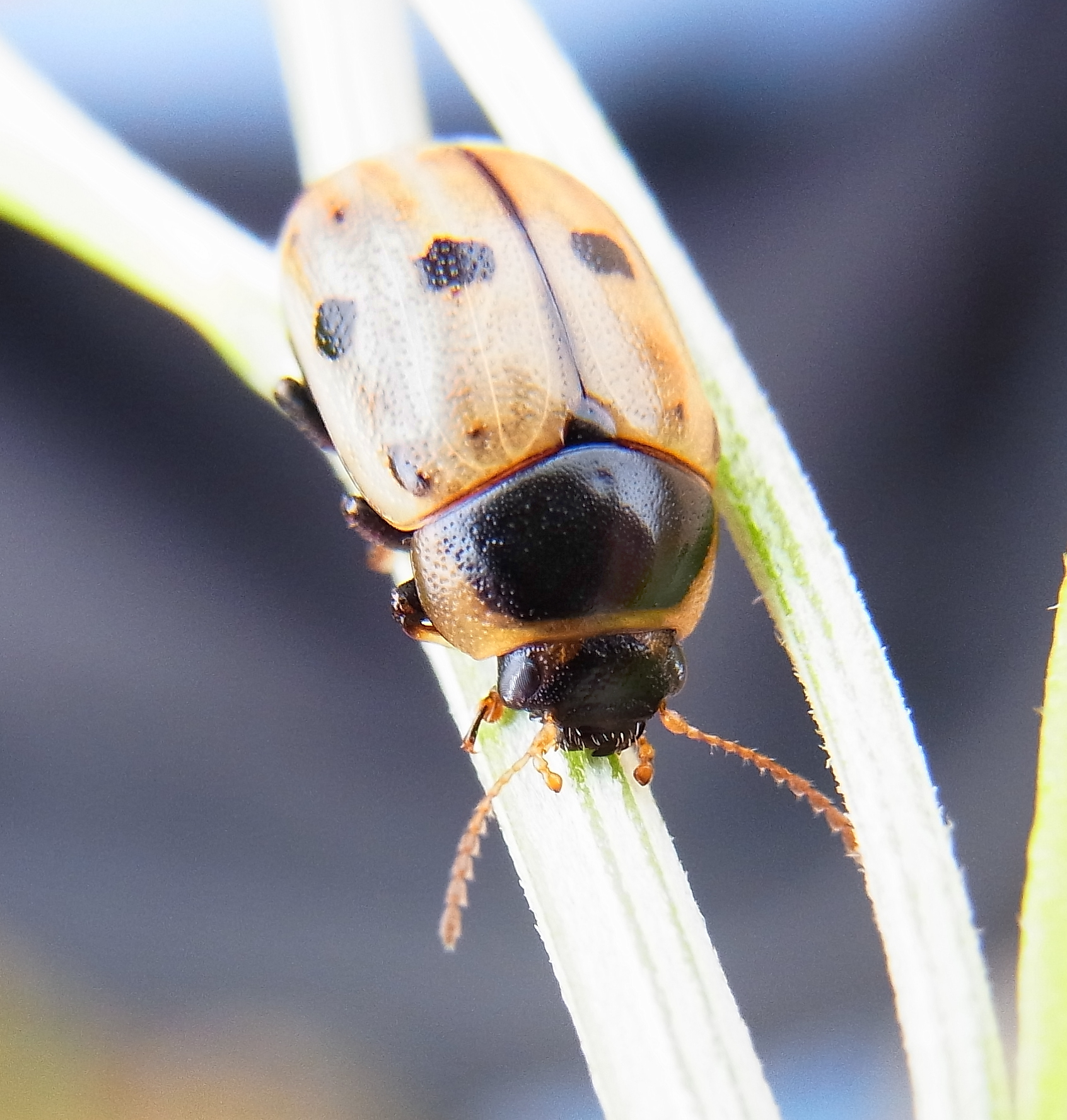
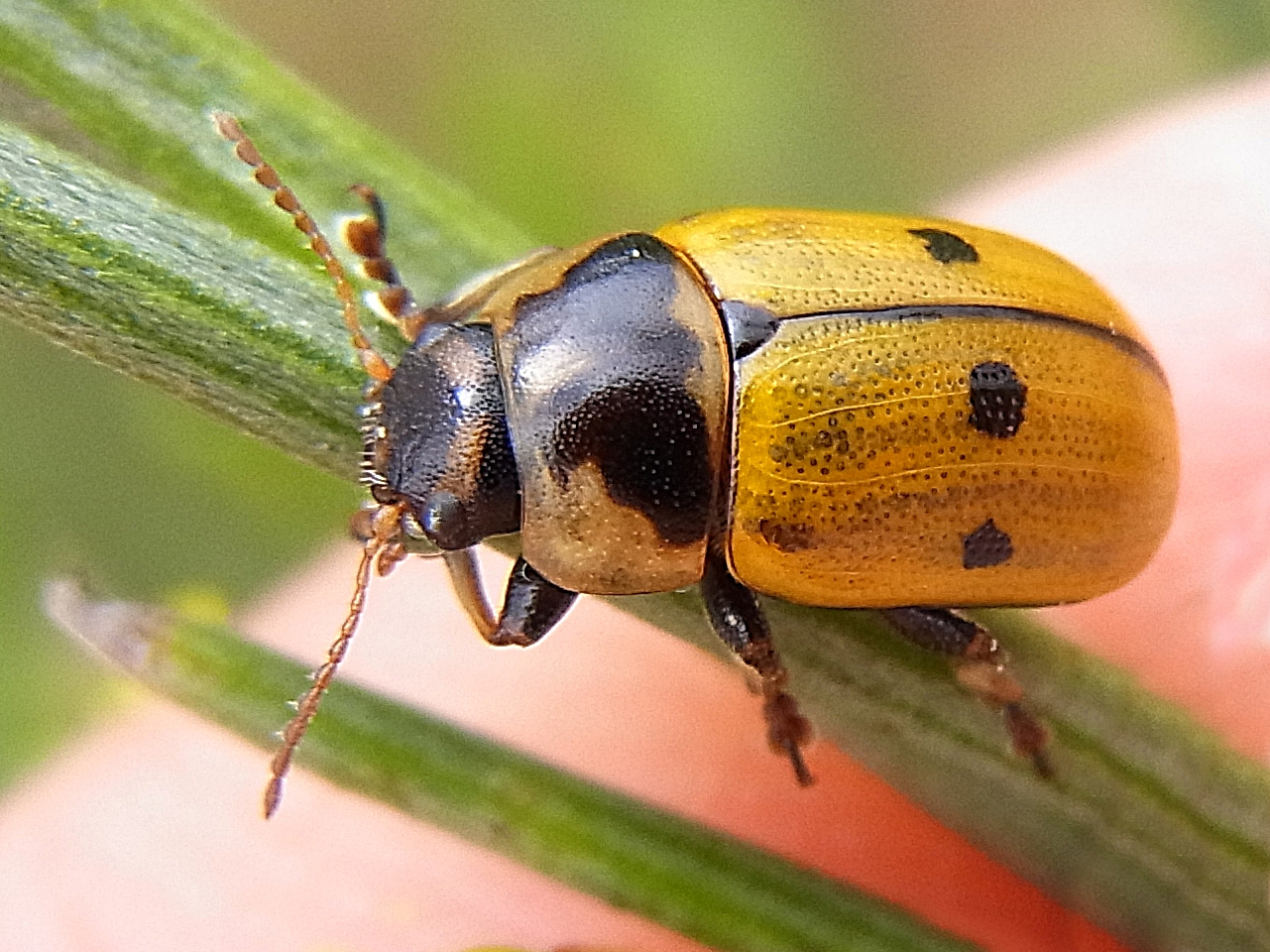